# 敏化作用
敏化作用（英語：Sensitization）是一种非联系性学习的过程，在此过程期间重复的刺激会导致越来越剧烈的反应。除了被重复的刺激本身外，敏化作用常常使得一整类的刺激都会产生更激烈的反应。